# Odyneromyia spadix
Odyneromyia spadix är en tvåvingeart som först beskrevs av Hardy 1921.  Odyneromyia spadix ingår i släktet Odyneromyia och familjen blomflugor. Inga underarter finns listade i Catalogue of Life.